# Isidor Teutschmann
Isidor Teutschmann (6. srpna 1736 Zscharnitz/Čornecy v Lužici – 9. prosince 1827 Vyšší Brod), byl 39. opatem Vyšebrodského kláštera a posledním opatem rodem z Lužice.

## Životopis
Isidor Teutschmann se narodil jako Johann Paul Teutschmann do nemajetné rodiny v osadě uváděné jako "Tscharnitz in der Lausitz", jinde také "Scharnitz" v Lužici. Na vzdělání se mu nedostávalo prostředků. V roce 1761 se stal stipendistou nadace jménem Ruhland-Stiftung, která mu umožnila navštěvovat jezuitskou kolej v Českém Krumlově. V roce 1767 započal filosofická studia v Praze a po jejich dokončení započal studovat medicínu. V roce 1771 však vstoupil do vyšebrodského kláštera. Tam složil rok nato i řádové sliby a byl roku 1775 vysvěcen na kněze. V klášteře konal různé funkce, zejména jako převor, než byl dne 14. října 1801 zvolen opatem a českým zemským prelátem. Kromě exkorporace došlo za jeho opatského působení k rozvoji vědecké a literární činnosti členů klášterní komunity, stačí připomenout jména jako Maximilian Millauer, Emanuel Davídek, Stephan Lichtblau či Paulin Schuster. Roku 1810 zřídil opat Teutschmann v klášteře domácí bohoslovecké učiliště a po jeho zrušení od roku 1815 obsazoval vyšebrodskými cisterciáky učitelská místa filosofického ústavu v Českých Budějovicích. Opat Teutschmann zemřel v poklidu dne 9. prosince 1827 mezi pátou a šestou hodinou podvečerní během rozhovoru, který vedl se svými lékaři Neubauerem a Zicklerem z Českého Krumlova, jak se uvádí v Kaindlových dějinách kláštera.
Ves Skláře blízko Hořic na Šumavě byla kdysi nazvána po něm (z původního označení Glashof) Teutschmannsdorf (i česky Teutschmannov).
Seznam opatů cisterciáckého kláštera ve Vyšším Brodě